# قصر العوسجة
قصر العوسجة قصر تاريخي يقع في منطقة القصيم وسط المملكة العربية السعودية. بُني القصر في عصر الخلافة العباسية.

## الموقع
تعد العوسجة أو البريكة أو العفجة إحدى محطات طريق الحج العراقي الرئيسة في المنطقة٬ قال عنها الحربي: «ومن النباج إلى العوسجة تسعة عشر ميلاً٬ وبها آبار قريبة الماء». وهي تقع على مقربة من مجرى وادي الرمة وبذلك تصبح الامتداد الشمالي الشرقي لقاع الأبيض الذي عُرف قديمًا بـ قاع بولان.

## الوصف
يحتل قصر العوسجة الذي يقع في الجهة الشمالية من الموقع مكانًا مرتفعًا بين المنشآت السكنية التي يتكون منها موقع العوسجة الأثري٬ حيث يرتفع عما يحيط به بنحو 2 متر٬ وتدل بقايا القصر الذي طمرت الرمال المتحركة معظم أجزائه٬ على أنه مستطيل الشكل٬ تبلغ أبعاده (20×50م). تتركز منشآت القصر المعمارية والوحدات السكنية في الجهة الجنوبية منه٬ حيث يمكن معرفة ثلاث وحدات معمارية رئيسة واضحة المعالم تشكل فيما بينها سبع عشرة غرفة٬ الوحدة الشرقية تحتوي على سبع غرف مربعة الشكل طول ضلع كل منها 5 متر٬ وأبوابها تفتح غربًا باتجاه ساحة القصر. كما تحتوي الوحدة الشمالية على ثلاث غرف تماثل غرف الوحدة الشرقية من حيث الحجم والشكل٬ وتشكل إحدى غرف هذه الوحدة الزاوية الشمالية الشرقية للقصر٬ في حين تشكل غرفة أخرى الزاوية الشمالية الغربية له٬ ويتم الدخول إليها عبر الساحة المركزية.
أما الوحدة الغربية فتتكون من سبع غرف تشغل الجهة الغربية من القصر٬ وبين هذه الغرف مرفق بنائي ربما يكون الدرج الذي يؤدي إلى الدور العلوي. يحيط بتلك الوحدات من الخارج سور القصر المشيد بالطين والأحجار بسك يصل إلى 75 سم٬ حيث يحتوي على بوابة كبيرة في ضلعه الجنوبي٬ إلى جانب الأب ارج الدفاعية التي تدعم السور٬ والتي يبلغ عددها أربعة عشر برجًا نصف دائرية قطر الواحد منها 2.50 متر. إن مجموعة الأطلال التي يتشكل منها موقع العوسجة وقصرها٬ ربما كانت تمثل قرية صغيرة أو نقطة تحكم ومراقبة أوجدتها الدولة العباسية بوساطة واليها المسؤول عن حماية هذا الطريق وأمنه.

## وصلات خارجية
- صورة بقايا قصر العوسجة